# Charitographa
Charitographa là một chi bướm đêm thuộc họ Tortricidae.

## Các loài
- Charitographa mikadonia Stringer, 1930